# 大谷美貴
大谷 美貴（おおたに みき、1985年10月17日 - ）は、日本の女性声優。フリーランス。埼玉県深谷市出身。

## 略歴
5歳からピアノを習い始める。
保育園時代の5歳の時にお遊戯会で『不思議の国のアリス』のアリス役を演じていた。毎日頑張って練習していたが、1日だけやる気が出ない時があった。その時、保育士に「やる気がないならやめろ」と言われて、大谷は「保育園もなかなか厳しいな」と思った。
12歳の時に『SLAM DUNK』の影響で、中学校に進学したらバスケットボールを始めると決めていたことからピアノをやめる。
役者を志したきっかけは中学2年生の13歳の時に演技がしたくなったものの、演技ができる環境が無かったため、親に内緒で書類を送り、テアトルアカデミー（類プロダクション）のオーディションを受けて合格して、同アカデミーに所属。同時に『なかよし』に漫画も投稿してた。
その後、甲斐田ゆきを知って、職業としての声優に興味を持つ。当時は中学3年生の頃にミュージカル『HUNTER×HUNTER』を観に行ってたところ声優も舞台に立つこと、声優がキャラクターに見えて感動したこと、商業演劇のすごさなどを知った。このことは人生を変えた舞台として挙げている。
中学卒業と同時に就職しようとしていたが、親に何とか説得されて、商業高校に進学。
その後は「芝居を続ける」と決めていたこともあり、高校3年生の夏からアルバイトを始める。当時はレストランの貴族の森でアルバイトをしており、高校卒業後はレストランの不二家レストラン、居酒屋の鳥彩々でもアルバイトをしていた。あとは赤ちゃんをあやすアルバイトをしたり、百貨店で伝票を書いたり、スーツ作っていた会社で伝票管理をしたり、カレー屋を転々としたりしており、IT系の企業でも働いていたという。
高校卒業後の4月に家を出て、埼玉県浦和市（現:さいたま市）に住んでいた。
高校卒業後は就職しようと思っていたが、その時には芝居を辞められなくなり、その後も役者として活動しているという。

## 人物
主に少年役を演じることが多い。
演じる上で一番大切にしていることについては「バランス」と語る。
『まもって!ロリポップ』ではゼロ役を演じていたが、大谷としては「こう言う子を、演りたかったの!!」と思うほど演じたかったキャラクターだった。当時は「最終回は、収録に行かなければ終わらないのかな…」と思ったりしたくらいすごく楽しかったという。
『家庭教師ヒットマンREBORN!』では黒川花役を演じていたが、オーディションでは3役の男の子の役で受けていた。兼ね役が好きだったこともあり、同役をもらった後も虎視眈々と新キャラクターを狙っていたという。
『侵略!イカ娘』では相沢たける役を演じていたが、同役についてはオーディションではなく指名で選ばれた。当時は音響監督の若林和弘が大谷のことを覚えていたようで、当初は「男の子役だよ」との情報しかなく、大谷は台本をもらうまではたける、悟郎、たけるの友人などどの役柄だったのかについては分からなかったという。
特技はバスケットボール、篠笛、空手。
資格は全商簿記検定1級、情報処理検定1級。
座右の銘は「必ず突破口はある」、「焦らず焦らず諦めず」。
すきな役者については吉高由里子、菅野美穂を挙げている。19歳の小野田龍之介の歌とダンスを見た時は圧倒されたという。
妹（1987年 - ）がいる。

## 出演
※太字はメインキャラクター。

### テレビアニメ
2005年
- ARIA The ORIGINATION（姫屋ウンディーネB）
- 金色のガッシュベル!（ギャル）
- シュガシュガルーン（沢村桃子、マーガレット、北島譲二、野口秀樹、ケロミ、ポ・アラ）
- 蟲師（村人、女の子）

2006年
- おねがいマイメロディ 〜くるくるシャッフル!〜（メヒョウ）
- 家庭教師ヒットマンREBORN!（黒川花、カップルの女）
- ゴーストハント（村山）
- スクールランブル 二学期（永山朱鷺、稲葉）
- 僕等がいた（まい、生徒、後輩、子供）
- まもって!ロリポップ（ゼロ）
- 妖怪人間ベム（女の子）

2007年
- ケンコー全裸系水泳部 ウミショー（中村恵子、女子生徒）
- 人造昆虫カブトボーグ V×V（子供A、万引き少年）

2010年
- 侵略!イカ娘（2010年 - 2011年、相沢たける） - 2シリーズ

### OVA
- 侵略!!イカ娘（2012年 - 2014年、相沢たける） - コミックス第12・14・17巻限定版

### ゲーム
- シュガシュガルーン 〜恋もおしゃれもピックアップ!〜（2005年、マーガレット、赤沢）
- シュガシュガルーン 〜クイーン試験は大パニック〜（2006年、男子）

### テレビドラマ
- さよなら、小津先生（2001年） - 女子バスケットボール部員背番号11
- スカイハイ 第4話（2003年2月7日） - 2年C組女子生徒
- こたえてちょーだい!（再現ドラマ）
- 弁護士のくず 第10話（2006年6月15日） - 琴美の友人

### 舞台
- 或る一篇の諦念（2010年12月22日） - 器官
- ニコニコミュージカル『ニコニコニーコ』（2011年3月17日 - 27日、シアターグリーン）
- 『大魂II〜rocket&all〜』（2012年11月22日 - 11月25日、新中野ワニズホール）
- 『大和ワニズムIII〜3〜』「E.T.みたいなグッドバイ〜ピンクタイガース版〜」（2013年3月29日 - 3月31日、新中野ワニズホール）

### ラジオドラマ
- VOMIC 家庭教師ヒットマンREBORN!（黒川花）

### CM
- COSPA キャラクターTシャツ

### ドラマCD
- 桜蘭高校ホスト部 わいガヤCD-PACK（女子生徒）

### 特撮
- ウルトラマンネクサス（TLT女性職員）